# Castle Menzies
Castle Menzies är ett slott i Storbritannien. Det ligger i kommunen Perth and Kinross i Skottland, 600 km norr om huvudstaden London.
Castle Menzies ligger 89 meter över havet. och terrängen runt slottet är huvudsakligen kuperad. Castle Menzies ligger nere i en dal. Runt Castle Menzies är det mycket glesbefolkat, med 5 invånare per kvadratkilometer. Närmaste större samhälle är Pitlochry, 13 km nordost om Castle Menzies. I omgivningarna runt Castle Menzies växer i huvudsak blandskog.